# مطار أسابا الدولي
مطار أسابا الدولي (إياتا: ABB، إيكاو: DNAS) هو المطار الدولي الرئيسي الذي يخدم أسابا وكامل ولاية دلتا. تقع على بعد حوالي 7.9 كيلومتر (4.9 ميل) شرق وسط مدينة أسابا.

## خطوط وشركات الطيران
| شركـات طيـران           | الوجهات                                                                           |
| ----------------------- | --------------------------------------------------------------------------------- |
| Aero Contractors        | مطار نامدي أزيكيوي الدولي، مطار مورتالا محمد الدولي                               |
| إير بيس                 | مطار نامدي أزيكيوي الدولي، مطار مالام أمينو كانو الدولي، مطار مورتالا محمد الدولي |
| طيران أريك              | مطار نامدي أزيكيوي الدولي، مطار مورتالا محمد الدولي                               |
| Max Air                 | مطار نامدي أزيكيوي الدولي                                                         |
| Overland Airways        | مطار نامدي أزيكيوي الدولي                                                         |
| United Nigeria Airlines | مطار نامدي أزيكيوي الدولي، مطار مورتالا محمد الدولي                               |